# Asymetrie

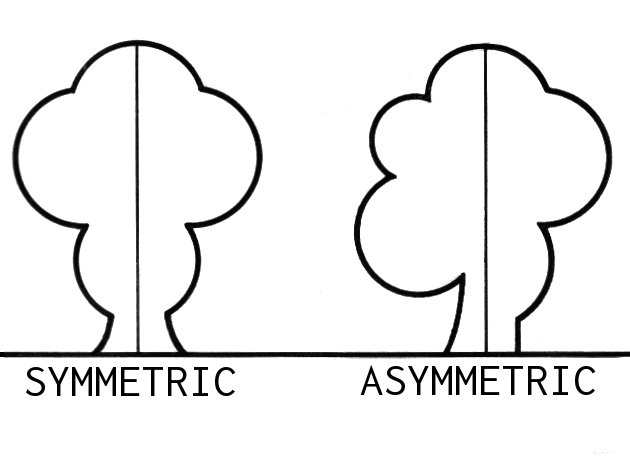
Symetrický (vlevo) a asymetrický obraz

Asymetrie neboli nesouměrnost je opak symetrie tedy souměrnosti. Znamená rozložení kontrastních kompozičních prvků tak, aby jejich celková skladba působila vyváženě. Touto kompozicí se dá vytvořit pohyb, který studuje dynamika. V matematice je symetrie určována podle os.